# Henri Coutière
François Louis Henri Coutière, né le 4 mars 1869 à Saulzet et mort le 23 août 1952 à Orvilliers, est un zoologiste français spécialisé dans le domaine de la carcinologie.

## Biographie
Issu d'une famille de cultivateurs, il poursuit ses études primaires à l'école de Saulzet. Après un stage pharmaceutique dans une pharmacie à Moulins, il s'installe à Paris. En 1893, il devient interne en pharmacie des Hôpitaux, obtient sa licence ès sciences naturelles le 24 juillet 1895, puis son diplôme de pharmacien de 1ère classe en 1896. Sur recommandation d'Alphonse Milne-Edwards, il entreprend, en 1897, une mission zoologique en mer Rouge pour le compte du Muséum d'Histoire Naturelle. En 1899, il est nommé chef de service sous Milne-Edwards au laboratoire de zoologie anatomique de l'École pratique des hautes études et est agrégé la même année de l'École supérieure de Pharmacie de Paris. Il y devient professeur titulaire en 1902, à 35 ans.
En 1899, il obtient son doctorat en sciences naturelles avec une thèse sur la famille des crevettes serpentines Alpheidae. Cette année également, il est agrégé de l'École supérieure de Pharmacie de Paris et, en 1900, commence à y enseigner la zoologie. De 1902 à 1937, il est professeur de zoologie à l'école de pharmacie,.
En 1910, il devient président de la Société zoologique de France. Le 26 avril 1921, il est élu membre de l'Académie de médecine pour la section de pharmacie ; il est nommé membre émérite le 22 novembre 1949. Il publie en 1927 Le Monde Vivant, une encyclopédie illustrée en cinq volumes. À partir de fin 1937, il se retire dans sa propriété d’Orvilliers où il passe paisiblement ses années de retraite jusqu’à sa mort à 83 ans.
Les genres de crevettes Coutierea et Coutierella (famille des Palaemonidae) l'honorent, tout comme les espèces portant l'épithète coutierei ; par exemple Stenothoe coutieri ( Chevreux, 1908 ).
Henri Coutière était lauréat de l'Institut avec le Prix Savigny, lauréat de l'École de Pharmacie avec le Prix Laillet. La Société d'Acclimatation lui avait décerné sa grande Médaille Geoffroy Saint-Hilaire.
Il était officier de la Légion d'Honneur et commandeur de l'Ordre de Saint-Stanislas de l'Empire russe.

## Œuvres
- Les Alpheidae, morphologie externe et interne, formes larvaires, bionomie, 1899 – Sur les Alpheidae, morphologie externe et interne, formes larvaires, bionomie.
- Poissons venimeux et poissons vénéneux. Venins, toxalbumines du sérum et des organes, toxines microbiennes d'infection et de putréfaction , 1899 – Poissons venimeux et poisons de poisson.
- Crustacés schizopodes et décapodes, 1918 – Schizopodes et décapodes.
- Le monde vivant (cinq volumes 1927-30 ; préface de Léon Guignard ) – Le monde vivant.
- Connais-toi ou la physiologie sans pleurs, 1936.
- Connais tes ennemis. Les ennemis extérieurs , 1938.
- Connais tes ennemis. Les ennemis intérieurs , 1939.
- Connais tes outils. Diastases, vitamines, hormones 1943[5],[3].